# Eunidia alternata
Eunidia alternata là một loài bọ cánh cứng trong họ Cerambycidae.